# Violarite
La violarite est une espèce minérale supergène, sulfure de fer et de nickel de formule Fe2+Ni23+S4, associée à l'altération et à l'oxydation de minéraux primaires de sulfure de nickel, notamment la pentlandite.
La violarite cristallise dans le système cubique, avec une dureté de 4,5 à 5,5 et une densité d'environ 4, est gris violet foncé à rouge cuivré, souvent avec du vert-de-gris et une patine provenant des sulfures de cuivre et d'arsenic associés, et se trouve typiquement en remplissage amorphe à massif dans des lithologies de saprolite inférieure ultramafique. 
La violarite a une couleur violette caractéristique, d'où son nom provenant du latin 'violaris' en allusion à sa couleur, en particulier lorsqu'elle est observée sur une section polie au microscope.

## Formation
La violarite se forme par oxydation d'assemblages de sulfures primaires dans des dépôts de sulfure de nickel. Le processus de formation met en œuvre l'oxydation de Ni2+ et de Fe2+ qui sont contenus dans l'assemblage primaire pentlandite-pyrrhotite-pyrite.
La violarite est produite aux dépens de la pentlandite et de la pyrrhotite, selon la réaction suivante :
Pentlandite + Pyrrhotite → Violarite + Acide
(Fe,Ni)9S8 + Fe(1-x)S + O2 → Fe2+Ni23+S4 + H2SO3
Il a été signalé que la violarite pouvait être produite par métamorphisme à basse température de sulfures primaires, bien que cela soit un indicateur paragénique inhabituel pour ce minéral.
L'oxydation prolongée de la violarite conduit au replacement par la goethite et la formation d'un chapeau de fer, le nickel tendant à rester en tant qu'impureté au sein de la goethite ou de l'hématite, ou rarement sous forme de carbonates.

## Occurrence
La violarite se trouve fréquemment dans le régolithe oxydé au-dessus de gisements de sulfure de nickel primaires à travers le monde. On notera en particulier la formation de dunite de la mine du Mount Keith, en Australie-Occidentale, où elle constitue un minéral important. 
Elle a également été trouvée dans des mines à ciel ouvert autour du Kambalda Dome et du Widgiemooltha Dome, en association avec la polydymite, la gaspéite, la widgiemoolthalite et l'hellyerite, parmi d'autres minéraux supergènes de nickel.

### Importance économique
La violarite est un important minerai de transition dans beaucoup de mines de sulfure de nickel, car elle a une teneur en nickel élevée (Ni% par rapport au sulfure total) et elle occupe une position au sein du profil minéralisé d'où elle doit être extraite pour accéder à la minéralisation sous-jacente primaire plus recherchée.
La minéralisation de la violarite nécessite une métallurgie différente de celle des sulfures de nickel primaires, à cause de la nature différente de sa gangue et de ses propriétés de flottation. Ceci peut demander un traitement additionnel, et dans certains cas, une minéralisation de violarite à faible teneur en nickel est considérée comme un minerai réfractaire.